# Eleccions parlamentàries finlandeses de 1930
Les eleccions parlamentàries finlandeses del 1930 es van celebrar els dies 1 i 2 de juliol de 1930. El partit més votat fou el socialdemòcrata, però es formà un govern de coalició dirigit per Pehr Evind Svinhufvud com a primer ministre de Finlàndia.

## Resultats
|                       |                                                                 |           |        |          |     |  |
| Partit                | Partit                                                          | Vots      | %      | Escons   | +/– |  |
|                       | Partit Socialdemòcrata                                          | 386,026   | 34.16  | 66 / 200 | 7   |  |
|                       | Lliga Agrària                                                   | 308,280   | 27.28  | 59 / 200 | 1   |  |
|                       | Partit de la Coalició Nacional                                  | 203,958   | 18.05  | 42 / 200 | 14  |  |
|                       | Partit Popular Suec                                             | 113,318   | 10.03  | 20 / 200 | 3   |  |
|                       | Partit Nacional Progressista                                    | 65,830    | 5.83   | 11 / 200 | 4   |  |
|                       | Partit dels Petits Agricultors                                  | 20,883    | 1.85   | 1 / 200  | 1   |  |
|                       | Org. Electoral de Treballadors Socialistes i Petits Agricultors | 11,504    | 1.02   | 0 / 200  | 23  |  |
|                       | Esquerra Sueca                                                  | 9,226     | 0.82   | 1 / 200  | Nou |  |
|                       | Petits grups de la Llista Patriòtica                            | 9,085     | 0.80   | 0 / 200  | Nou |  |
|                       | Altres                                                          | 1,918     | 0.17   | 0 / 200  | =   |  |
| Total                 | Total                                                           | 1,130,028 | 100    | 200      | =   |  |
|                       |                                                                 |           |        |          |     |  |
| Vots vàlids           | Vots vàlids                                                     | 1,130,028 | 99.51  |          |     |  |
| Invàlids / en blanc   | Invàlids / en blanc                                             | 5,517     | 0.49   |          |     |  |
| Vots totals           | Vots totals                                                     | 1,135,545 | 100.00 |          |     |  |
| Votants Registrats    | Votants Registrats                                              | 1,722,588 | 65.92  |          |     |  |
| Font: Nohlen & Stöver |                                                                 |           |        |          |     |  |